# Neckera heterophylla
Neckera heterophylla är en bladmossart som beskrevs av Bridel 1801. Neckera heterophylla ingår i släktet fjädermossor, och familjen Neckeraceae. Inga underarter finns listade i Catalogue of Life.